# Mikontalo

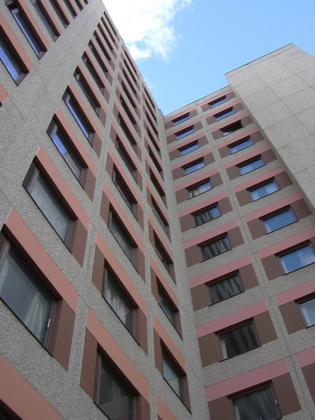
Vue rapprochée Mikontalo

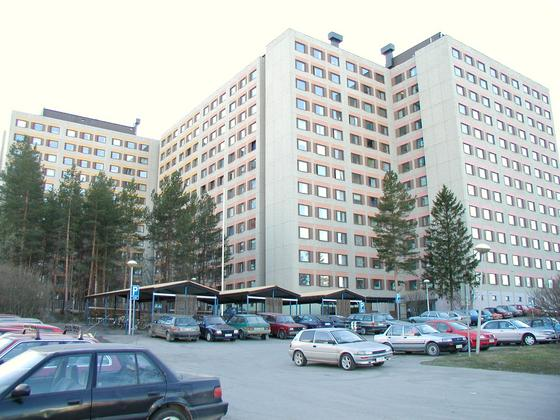
Mikontalo

Mikontalo est une des plus grandes résidences universitaires d'Hervanta à  
Tampere en Finlande.

## Présentation
Située à environ 300 mètres de l'Université technologique de Tampere, elle est principalement habitée par des étudiants étrangers. Quelques étudiants finlandais y habitent temporairement, en attendant d'obtenir un meilleur logement dans les autres résidences universitaires.

## Hymne
Cet emblème monumental de la vie étudiante de l'université de technologie de Tampere a un hymne à son image (il se chante sur l'air de l'hymne soviétique) qui se transmet de Teekkaris en Fuksis:
Oi suuri ja mahtava Mikontalomme,
sun synnytti Hervanta eteläinen.
Sun luonut on säätiön korkehin johto,
sun mahtis on säilyvä aikojen taa.
Refrain:
Oi, uljas asuntolamme
sun kunniakses laulamme,
kuin seinäs on sointimme murtumaton.
Sun perinteitäs seuraten
Mikontaloihminen
voitosta voittohon astuva on.
Niin suuri on lääni. Se korkeelle kuskaa,
kun hissiin me astumme myrskyistä yön.
Jos portaita käyttää, se on yhtä tuskaa,
mut kasvaa voi kuntohon sankarityön.
Asuntolalle saa hakea vertaa,
sen särmiä käymme ihastelemaan.
On koulu lähellä, ja verkkokin löytyy,
vaik' parvekkeilla tääl' ei juhlitakaan.